# Dave Weckl
Dave Weckl (n. 8 de enero de 1960) es un virtuoso baterista estadounidense de jazz fusión que desarrolló una técnica notable e innovadora en la batería. Además de tener su propia banda, ha tocado con la Michel Camilo Band y la Elektric Band de Chick Corea.

## Carrera
Weckl nació en San Luis, Misuri, el 8 de enero de 1960. Comenzó a tocar la batería a la temprana edad de 8 años. Estudió en la Universidad de Bridgeport en Connecticut, y una vez en Nueva York, conoció a Peter Erskine, que lo recomendó a su primer gran proyecto, con French Toast, para luego pasar a la Michel Camilo band, con la que Dave ha grabado cinco discos. El bajista de Camilo, Anthony Jackson, recomendó luego a Dave para la gira Simon and Garfunkel Reunion Tour en 1983. Esto le llevó a realizar trabajos como músico de sesión en Nueva York, realizando grabaciones con Diana Ross, Robert Plant, George Benson y otros. 

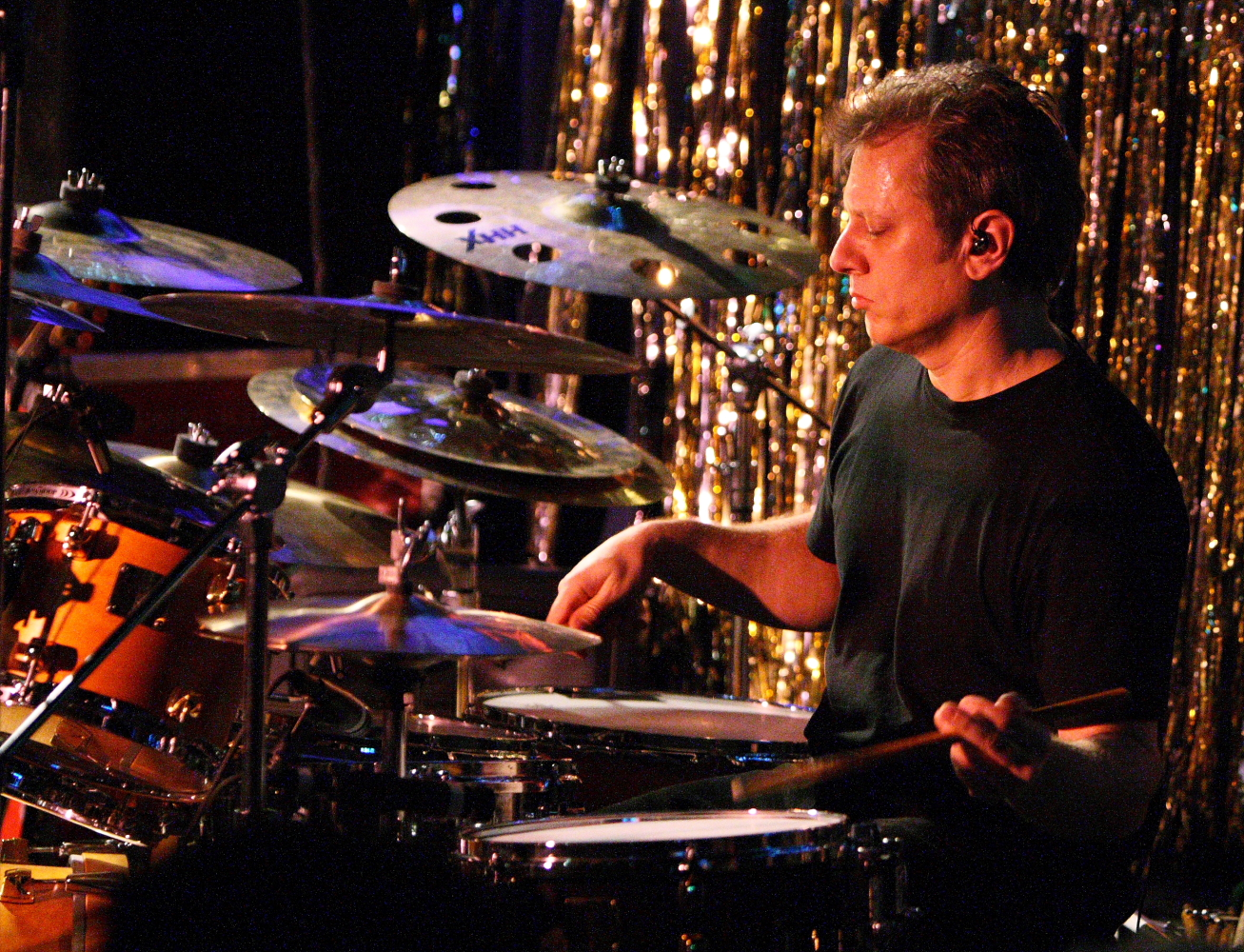
Con la Chick Corea Elektric Band en el Blue Note de Nueva York. 2007.

En 1985, Dave se unió a la extraordinaria Elektric Band de Chick Corea, donde combinó su dominio técnico con la electrónica más innovadora. Establecido como un nuevo héroe de la batería, Dave empezó pronto a ganar posiciones tocando en numerosos clinics en todo el mundo. Su gusto por los estilos jazz más tradicionales le hicieron ganar un Premio Grammy junto a la Chick Corea Akoustic Band. 
Todo esto le dio a Dave la plataforma para hacer grabaciones a su propio nombre y llevar su propio grupo, la Dave Weckl Band. Como un estudiante perspicaz del sonido y la grabación, ha producido hasta el momento seis de sus propios trabajos. Ocasionalmente toca con gente como Lee Ritenour, Mike Stern, Alan Pasqua Bill Evans, Mark Egan y la prestigiosa orquesta WDR Big Band Cologne, y recientemente ha revivido la Electrik Band. Comprometido también con la educación, Dave ha realizado vídeos y libros didácticos. Los últimos tres vídeos/DVD, llamados Natural Evolution, rinden un homenaje a su maestro Freddie Gruber, el cual le ayudó a alcanzar los niveles más altos de relajación y groove.

## Equipo
Dave Weckl usa una batería Yamaha Phoenix Series: 
- Bombo 22” x 17” con un pequeño agujero frontal para un sonido más amortiguado.

- Caja Dave Weckl signature 13” x 5” con casco de arce y dual strainer system.

- Caja Dave Weckl signature 14” x 5.5” con casco de aluminio y dual strainer system.

- Tom-toms de 10” x 7”, 12” x 8”.

- Floor-toms de 14” x 13”, 16” x 15”.

Dave también utiliza para los conciertos una mesa de mezclas digital Yamaha 01V para mezclar la batería y monitorizar todo el grupo en general y Hipgig en pequeños eventos de jazz. 
- Baquetas Vic Firth Signature Dave Weckl.

- Platos SABIAN HHX series Evolution y Legacy Dave Weckl.

- Micrófonos Shure.

- Percusión LP.

- Parches Ambassador Remo Coated para la parte de arriba y Ambassador Remo Clear para la parte de abajo.

- Ocupa Recorder M-Audio grabar en vivo sin tener tanto cableo.

## Discografía

### En solitario
- J.K. Special
- Master Plan
- Heads Up
- Hard Wired

### Con la Dave Weckl Band
- Rhythm of the Soul
- Synergy
- Transition
- The Zone
- Perpetual Motion
- Live and Very Plugged In
- Multiplicity
- Convergence